# 2. ŽNL Vukovarsko-srijemska NS Vukovar 2013./14.
Na kraju prvenstva, tri prvoplasirana kluba su imala po 45 bodova: NK Sinđelić Trpinja, NK Bršadin i NK Šarengrad, pa su prvaka odlučili međusobni susreti. Prvenstvo je osvojio NK Sinđelić Trpinja, dok je u 3. ŽNL ispalo NK Mohovo. Pošto je NK Sinđelić Trpinja odustao od promocije (a ni jedan drugi klub nije želio) u 1. ŽNL Vukovarsko-srijemsku se ni jedan klub nije plasirao.

## Tablica
| Mj. | Klub                   | Sus. | Pobj. | Ner. | Por. | GR.   | Bod.      |
| --- | ---------------------- | ---- | ----- | ---- | ---- | ----- | --------- |
| 1.  | NK Sinđelić Trpinja    | 20   | 14    | 3    | 3    | 55:22 | 45 ↓note1 |
| 2.  | NK Bršadin             | 20   | 14    | 3    | 3    | 46:25 | 45 ↓note1 |
| 3.  | NK Šarengrad           | 20   | 14    | 3    | 3    | 65:31 | 45 ↓note1 |
| 4.  | NK Sremac Ilača        | 20   | 10    | 6    | 4    | 53:24 | 36        |
| 5.  | NK Negoslavci          | 20   | 10    | 3    | 7    | 63:44 | 33        |
| 6.  | NK Hajduk Bapska       | 20   | 10    | 1    | 9    | 42:36 | 31        |
| 7.  | ŠNK Dunav Sotin        | 20   | 6     | 5    | 9    | 37:30 | 23        |
| 8.  | NK Sloga Borovo        | 20   | 7     | 2    | 11   | 39:61 | 23        |
| 9.  | NK Borac Bobota        | 20   | 4     | 4    | 12   | 27:43 | 16        |
| 10. | NK Mladost Svinjarevci | 20   | 4     | 2    | 14   | 21:68 | 14        |
| 11. | NK Mohovo              | 20   | 0     | 2    | 18   | 21:85 | 2         |

↑note1 Sva tri kluba su imali isti broj bodova (45), pa su za konačni plasman na tablici gledani međusobni susreti:
| Mj. | Klub                | Pobj. | Ner. | Por. | GR.  | Bod. |
| --- | ------------------- | ----- | ---- | ---- | ---- | ---- |
| 1.  | NK Sinđelić Trpinja | 3     | 0    | 1    | 12:8 | 9    |
| 2.  | NK Bršadin          | 1     | 1    | 2    | 8:6  | 4    |
| 3.  | NK Šarengrad        | 1     | 1    | 2    | 6:12 | 4    |

## Rezultati
| NK Mladost Svinjarevci - NK Hajduk Bapska 0:3 ŠNK Dunav Sotin - NK Bršadin 2:2 NK Sloga Borovo - NK Mohovo 3:3 NK Šarengrad - NK Negoslavci 4:0 NK Sinđelić Trpinja - NK Borac Bobota 1:0 NK Sremac Ilača slobodan | NK Sinđelić Trpinja - NK Šarengrad 5:2 NK Negoslavci - NK Sloga Borovo 12:1 NK Mohovo - ŠNK Dunav Sotin 1:4 NK Bršadin - NK Mladost Svinjarevci 3:1 NK Borac Bobota - NK Sremac Ilača 1:3 NK Hajduk Bapska slobodan | NK Sloga Borovo - NK Sinđelić Trpinja 0:4 ŠNK Dunav Sotin - NK Negoslavci 1:1 NK Mladost Svinjarevci - NK Mohovo 4:2 NK Šarengrad - NK Borac Bobota 3:1 NK Hajduk Bapska - NK Sremac Ilača 1:1 NK Bršadin slobodan  |
| NK Sinđelić Trpinja - ŠNK Dunav Sotin 3:2 NK Šarengrad - NK Sloga Borovo 9:1 NK Negoslavci - NK Mladost Svinjarevci 3:2 NK Bršadin - NK Sremac Ilača 2:1 NK Borac Bobota - NK Hajduk Bapska 3:0 NK Mohovo slobodan | NK Mladost Svinjarevci - NK Sinđelić Trpinja 0:4 ŠNK Dunav Sotin - NK Šarengrad 0:0 NK Sremac Ilača - NK Mohovo 13:0 NK Hajduk Bapska - NK Bršadin 0:1 NK Sloga Borovo - NK Borac Bobota 2:1 NK Negoslavci slobodan | NK Šarengrad - NK Mladost Svinjarevci 6:0 NK Sloga Borovo - ŠNK Dunav Sotin 4:2 NK Negoslavci - NK Sremac Ilača 3:3 NK Mohovo - NK Hajduk Bapska 0:5 NK Borac Bobota - NK Bršadin 1:2 NK Sinđelić Trpinja slobodan  |
| NK Sremac Ilača - NK Sinđelić Trpinja 0:0 NK Mladost Svinjarevci - NK Sloga Borovo 4:1 NK Hajduk Bapska - NK Negoslavci 4:2 NK Bršadin - NK Mohovo 6:1 ŠNK Dunav Sotin - NK Borac Bobota 0:2 NK Šarengrad slobodan | NK Sinđelić Trpinja - NK Hajduk Bapska 1:0 NK Šarengrad - NK Sremac Ilača 1:1 ŠNK Dunav Sotin - NK Mladost Svinjarevci 5:0 NK Negoslavci - NK Bršadin 3:3 NK Borac Bobota - NK Mohovo 0:0 NK Sloga Borovo slobodan  | NK Bršadin - NK Sinđelić Trpinja 1:2 NK Hajduk Bapska - NK Šarengrad 5:0 NK Sremac Ilača - NK Sloga Borovo 2:1 NK Mohovo - NK Negoslavci 1:6 NK Mladost Svinjarevci - NK Borac Bobota 2:1 ŠNK Dunav Sotin slobodan  |
| NK Sinđelić Trpinja - NK Mohovo 6:0 NK Šarengrad - NK Bršadin 0:4 NK Sloga Borovo - NK Hajduk Bapska 2:1 ŠNK Dunav Sotin - NK Sremac Ilača 1:2 NK Borac Bobota - NK Negoslavci 0:1 NK Mladost Svinjarevci slobodan | NK Negoslavci - NK Sinđelić Trpinja 1:3 NK Mohovo - NK Šarengrad 0:5 NK Bršadin - NK Sloga Borovo 4:2 NK Hajduk Bapska - ŠNK Dunav Sotin 2:1 NK Sremac Ilača - NK Mladost Svinjarevci 6:0 NK Borac Bobota slobodan  | NK Hajduk Bapska - NK Mladost Svinjarevci 4:1 NK Bršadin - ŠNK Dunav Sotin 1:0 NK Mohovo - NK Sloga Borovo 0:3 NK Negoslavci - NK Šarengrad 2:4 NK Borac Bobota - NK Sinđelić Trpinja 0:2 NK Sremac Ilača slobodan  |
| NK Šarengrad - NK Sinđelić Trpinja 3:2 NK Sloga Borovo - NK Negoslavci 6:2 ŠNK Dunav Sotin - NK Mohovo 2:1 NK Mladost Svinjarevci - NK Bršadin 0:2 NK Sremac Ilača - NK Borac Bobota 1:2 NK Hajduk Bapska slobodan | NK Sinđelić Trpinja - NK Sloga Borovo 2:0 NK Negoslavci - ŠNK Dunav Sotin 3:2 NK Mohovo - NK Mladost Svinjarevci 0:1 NK Sremac Ilača - NK Hajduk Bapska 6:0 NK Borac Bobota - NK Šarengrad 1:2 NK Bršadin slobodan  | ŠNK Dunav Sotin - NK Sinđelić Trpinja 3:3 NK Sloga Borovo - NK Šarengrad 2:3 NK Mladost Svinjarevci - NK Negoslavci 1:4 NK Sremac Ilača - NK Bršadin 2:0 NK Hajduk Bapska - NK Borac Bobota 3:2 NK Mohovo slobodan  |
| NK Sinđelić Trpinja - NK Mladost Svinjarevci 7:0 NK Šarengrad - ŠNK Dunav Sotin 2:1 NK Mohovo - NK Sremac Ilača 1:4 NK Bršadin - NK Hajduk Bapska 2:1 NK Borac Bobota - NK Sloga Borovo 1:1 NK Negoslavci slobodan | NK Mladost Svinjarevci - NK Šarengrad 1:7 ŠNK Dunav Sotin - NK Sloga Borovo 3:0 NK Sremac Ilača - NK Negoslavci 4:0 NK Hajduk Bapska - NK Mohovo 3:2 NK Bršadin - NK Borac Bobota 3:2 NK Sinđelić Trpinja slobodan  | NK Sinđelić Trpinja - NK Sremac Ilača 1:1 NK Sloga Borovo - NK Mladost Svinjarevci 3:0 NK Negoslavci - NK Hajduk Bapska 1:0 NK Mohovo - NK Bršadin 2:3 NK Borac Bobota - ŠNK Dunav Sotin 1:1 NK Šarengrad slobodan  |
| NK Hajduk Bapska - NK Sinđelić Trpinja 3:2 NK Sremac Ilača - NK Šarengrad 0:3 NK Mladost Svinjarevci - ŠNK Dunav Sotin 0:3 NK Bršadin - NK Negoslavci 1:0 NK Mohovo - NK Borac Bobota 2:3 NK Sloga Borovo slobodan | NK Sinđelić Trpinja - NK Bršadin 3:2 NK Šarengrad - NK Hajduk Bapska 5:2 NK Sloga Borovo - NK Sremac Ilača 5:0 NK Negoslavci - NK Mohovo 6:1 NK Borac Bobota - NK Mladost Svinjarevci 3:3 ŠNK Dunav Sotin slobodan  | NK Mohovo - NK Sinđelić Trpinja 2:3 NK Bršadin - NK Šarengrad 1:1 NK Hajduk Bapska - NK Sloga Borovo 5:1 NK Sremac Ilača - ŠNK Dunav Sotin 2:1 NK Negoslavci - NK Borac Bobota 11:2 NK Mladost Svinjarevci slobodan |
| NK Sinđelić Trpinja - NK Negoslavci 1:2 NK Šarengrad - NK Mohovo 5:2 NK Sloga Borovo - NK Bršadin 1:3 ŠNK Dunav Sotin - NK Hajduk Bapska 3:0 NK Mladost Svinjarevci - NK Sremac Ilača 1:1 NK Borac Bobota slobodan | | |

## Vanjske poveznice
- Zupanijski Nogometni Savez Vukovarsko-srijemske županije  Arhivirana inačica izvorne stranice od 1. studenoga 2015. (Wayback Machine)